# Messiasia wilcoxi
Messiasia wilcoxi is een vliegensoort uit de familie Mydidae. De wetenschappelijke naam van de soort is voor het eerst geldig gepubliceerd in 1976 door Papavero.
De soort komt voor in Brazilië.